# Kisszebenmajor
Kisszebenmajor (szlovákul: Červená Voda) község Szlovákiában, az Eperjesi kerület Kisszebeni járásában.

## Fekvése
Kisszebentől 5 km-re északra található.

## Története
A trianoni diktátum előtt területe Sáros vármegye Kisszebeni járásához tartozott. 1949-ben Kisszeben külterületéből alapított település, mely 1956-óta önálló község. Lakói mezőgazdasággal, állattartással, erdei munkákkal foglalkoztak. Később Kisszeben, Eperjes és Kassa üzemeiben dolgoztak.

## Népessége
| Év:            | 1994. | 2004.   | 2014.    | 2024.   |
| -------------- | ----- | ------- | -------- | ------- |
| Emberek száma: | 447   | 448     | 493      | 527     |
| Eltérés:       |       | +0,22 % | +10,04 % | +6,89 % |

| Év:            | 2023. | 2024.   |
| -------------- | ----- | ------- |
| Emberek száma: | 515   | 527     |
| Eltérés:       |       | +2,33 % |

1991-ben 445 lakosa mind szlovák volt.
2001-ben 460 lakosából 459 szlovák volt.
2011-ben 484 lakosából 456 szlovák.

## Nevezetességei
A Szentháromság tiszteletére szentelt görögkatolikus temploma 1904-ben épült.